# John Disley
John Disley (Corris in Gwynedd, 20 november 1928 – 8 februari 2016) was een Welsh atleet, die gespecialiseerd was in de 3000 m steeple.

## Biografie
Disley nam voor Groot-Brittannië deel aan de Olympische Spelen van 1952, waar hij een bronzen medaille behaalde op het onderdeel 3000 m steeple. Winnaar Horace Ashenfelter liep een olympisch record. Ook nam Disley tweemaal deel aan de Gemenebestspelen, in 1954 en 1958.
In 1981 was hij een van de medeoprichters van de marathon van Londen.
Zijn vrouw Sylvia Cheeseman behaalde een bronzen medaille op de 4 x 100 m estafette bij de Olympische Spelen van 1952 in Helsinki.

## Titels
- Brits (AAA-)kampioen 3000 m steeple - 1952, 1955, 1957

## Persoonlijk record
| Onderdeel      | Prestatie | Jaar |
| -------------- | --------- | ---- |
| 3000 m steeple | 8.44,2    | 1955 |

## Palmares

### 3000 m steeple
- 1950:  Britse (AAA-)kamp. - 10.05,4 (NR)
- 1951:  Britse (AAA-)kamp. - 10.04,0 (NR)
- 1952:  Britse (AAA-)kamp. - 9.44,0 (NR)
- 1952:  OS - 8.51,08
- 1955:  Britse (AAA-)kamp. - 8.56,6
- 1956:  Britse (AAA-)kamp. - 8.53,4
- 1957:  Britse (AAA-)kamp. - 8.56,8
- 1958:  Britse (AAA-)kamp. - 8.51,2

- World Athletics: 14554399
- International Standard Name Identifier: 0000 0000 6329 609X
- Library of Congress Control Number: n50025552
- Nederlandse Thesaurus van Auteursnamen: 068958668
- LIBRIS: 394273
- Virtual International Authority File: 274770197
- WorldCat: E39PBJbWrXxYhGTMgCGhj9K8G3